# Gerrit
Gerrit is een jongensnaam van Germaanse oorsprong met als betekenis "sterk met de speer". De naam is afgeleid van de voornaam Gerard. De naam wordt soms afgekort tot "Ger".

## Bekende naamdragers

### Ger (als afkorting van Gerrit)
- Ger Beukenkamp, Nederlands scenario- en toneelschrijver en theatermaker
- Ger van Elk, Nederlands kunstenaar
- Ger Harmsen, Nederlands filosoof en historicus
- Ger Klein, Nederlands politicus en natuurkundige
- Ger Lagendijk, Nederlands voetballer en spelersmakelaar
- Ger Vaders, Nederlands journalist
- Ger Verrips, Nederlands schrijver
- Ger Zwertbroek, Nederlands journalist

### Gerrit
- Gerrit Achterberg, Nederlands dichter
- Gerrit Bolkestein, Nederlands politicus
- Gerrit Braks, Nederlands politicus
- Gerrit Brand, Nederlands schrijver
- Gerrit Dou, Nederlands kunstschilder
- Gerrit Gerritse, Nederlands politicus
- Gerrit 't Hart, Nederlands organist
- Gerrit Jan Heijn, Nederlands zakenman
- Gerrit Keizer, Nederlands voetballer
- Gerrit Koele, Nederlands musicus en organist
- Gerrit Komrij, Nederlands dichter, schrijver, vertaler, criticus, polemist en toneelschrijver
- Gerrit Krol, Nederlandse schrijver, essayist en dichter
- Gerrit Kouwenaar, Nederlands dichter, prozaschrijver, vertaler en journalist
- Gerrit Rietveld, Nederlands architect en meubelontwerper
- Gerrit Schotte, Curaçaos politicus
- Gerrit van der Valk, Nederlands ondernemer
- Gerrit Zalm, Nederlands bankier en politicus

## Fictieve figuren
- Blauwe Gerrit, fictief wezen in sagen uit de Veluwe
- Gerrit de Postduif, personage uit de Nederlandse poppenserie De Fabeltjeskrant
- Gerrit de Slak, fictieve slak uit de Amerikaanse animatieserie SpongeBob SquarePants